# バスケットボールキルギス代表
バスケットボールキルギス代表(バスケットボールキルギスだいひょう、Kyrgyzstan men's national basketball team)は、キルギスバスケットボール連盟によって国際大会に派遣されるバスケットボールのナショナルチームである。

## 歴史
1995年アジア選手権初出場で8位。
2015年アジア選手権予選では中央アジアプレーオフでカザフスタンに敗れた。

## 主な国際大会成績

### 夏季オリンピック
- 出場なし

### ワールドカップ（旧世界選手権）
- 出場なし

### アジアカップ（旧アジア選手権）
- 1995年 － 8位